# Nikołaj Jakowienko
Nikołaj Iwanowicz Jakowienko (ros. Николай Иванович Яковенко; ur. 5 listopada 1941 w Owoszczesowchozie w obwodzie rostowskim, zm. 22 grudnia 2006 w Moskwie) – radziecki zapaśnik walczący w stylu klasycznym. Wicemistrz olimpijski z Meksyku 1968 i Monachium 1972. Walczył w kategorii do 97 – 100 kg.
Mistrz świata w 1967 i 1969. Mistrz Europy w 1972.
Mistrz ZSRR w 1961 i 1969; trzeci w 1965 i 1966 roku. Trener ekipy ZSRR w latach 1973–1980.